# Carlo Livizzani Forni
Carlo Livizzani Forni (Modena, 1º novembre 1722 – Roma, 1º luglio 1802) è stato un cardinale italiano.

## Biografia
Fu creato cardinale da Pio VI.
Partecipò al conclave del 1799-1800 che elesse Pio VII.